# Empire (Colorado)
Empire è un centro abitato (town) degli Stati Uniti d'America, situato nella contea di Clear Creek dello Stato del Colorado. Nel censimento del 2000 la popolazione era di 355 abitanti.

## Geografia fisica
Secondo i rilevamenti dell'United States Census Bureau, Empire si estende su una superficie di 0,7 km².